# Европейский маршрут E05
Европейский маршрут E05 — европейский автомобильный маршрут идущая от Гринока, Шотландия, на юг через Францию до Альхесирас, Испания.

## Великобритания
Хотя Правительство Великобритании участвует во всех действиях связанных с европейскими маршрутами, они не обозначены в пределах Великобритании.
E05 идет по следующим дорогам:
- A8 и M8 Гринок — Глазго
- M8 через Глазго
- M74 Глазго — Гретна — Карлайл
- M6 Карлайл — Ливерпуль — Бирмингем
  - Платная трасса М6 — другой вариант маршрута в районе Бирмингема
- M42, M40, A34 и M3 Бирмингем — Ньюберри — Саутгемптон

E 05 имеет разрыв в проливе Ла-Манш между Саутгемптоном и Гавром. Прямого паромного сообщения между ними нет, однако из близлежащего Портсмута в Гавр идет паром.

## Франция

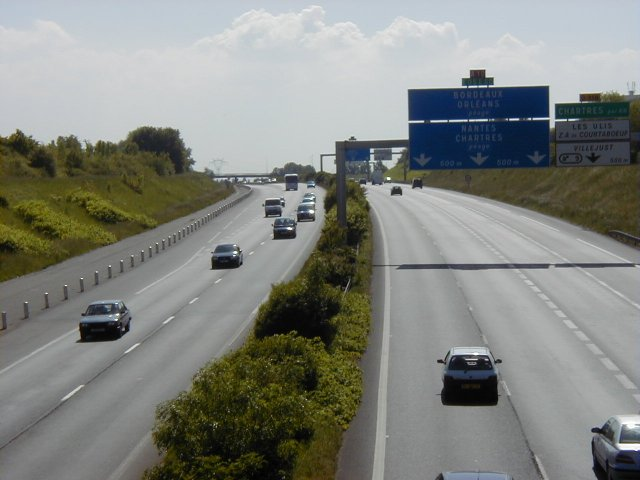
E05 около Вилебон-сюр-Ивет во Франции

Во Франции трасса есть на знаках и идет по следующим трассам:
- А131 и А13 Гавр — Париж
- Юго-западная часть Периферик вокруг Парижа
- А6а и А10 Париж — Орлеан — Тур — Пуатье — Бордо
- А630 Вокруг Бордо с запада
- А63 Бордо — Испания

## Испания

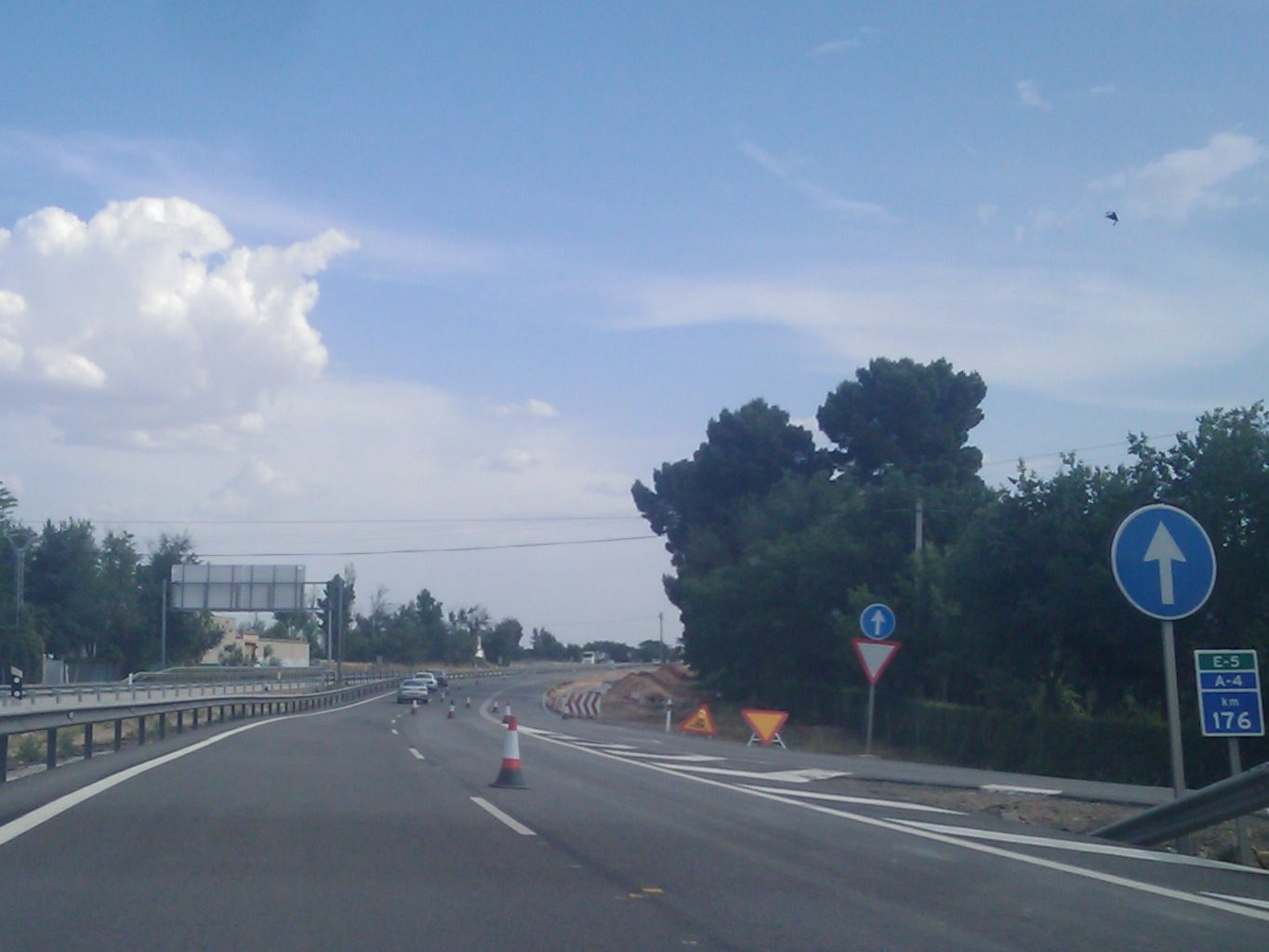
A-4 / E-5 около Мансанарес в Испании

В Испании трасса есть на знаках и идет по следующим трассам:
- АP-8 Франция — Сан-Себастьян
- N-I, АP-1 и А-1 Сан-Себастьян — Бургос — Мадрид Плохое обозначение (A-8, E 05, E 80, E 70) на развилке N-I и A-8 после Сан-Себастьяна (E 05 и E 80 на самом деле идут далее на юг по N-I)
- М-40 вокруг Мадрида с востока
- N-IV, А-4 и АP-4 Мадрид — Кордова — Севилья — Кадис
- А-48 и N-340 Кадис — Альхесирас